# Tìm vịt tai đen
Chrysococcyx osculans (tên tiếng Anh: Tìm vịt tai đen) là một loài chim thuộc họ Cu cu. Loài này phân bố ở Indonesia, Úc và Papua New Guinea.